# Рыцарь кубков (фильм)
«Ры́царь ку́бков» (англ. Knight of Cups) — американская фэнтезийная мелодрама режиссёра и сценариста Терренса Малика. Фильм был снят летом 2012 года, после чего провёл два года на стадии пост-продакшена. Премьера ленты состоялась 8 февраля 2015 года на 65-м Берлинском международном кинофестивале. В июне 2015 года фильм был показан на Московском международном кинофестивале. Фильм вышел в широкий прокат в ряде стран (Германия, Бельгия, Австралия, Франция) осенью 2015 года. Широкий прокат ленты в США состоялся 4 марта 2016 года.
Название фильма отсылает к одноимённой карте таро.

## Сюжет
Сценарист из Лос-Анджелеса пытается разобраться в странных событиях, происходящих в его жизни. Он успешен в своей карьере, но чувствует себя лишним в этой жизни. Из-за смерти брата у него возникают проблемы в отношениях с отцом, поэтому большую часть времени он проводит, кочуя из одной богемной вечеринки на другую, при этом каждый раз меняя женщин. Любовные романы отвлекают его от ежедневной боли из-за утраты близкого человека. И каждая новая встреча, возникающая на его пути, приближает его к поиску своего места в мире.

## В ролях
- Кристиан Бейл — Рик[8]
- Кейт Бланшетт — Нэнси
- Натали Портман — Элизабет
- Брайан Деннехи — Джозеф
- Антонио Бандерас — Тонио
- Фрида Пинто — Хелен
- Уэс Бентли — Барри
- Изабель Лукас — Изабель
- Тереза Палмер — Карен[9]
- Имоджен Путс — Делла
- Армин Мюллер-Шталь — Зетлингер
- Джейсон Кларк
- Джо Манганьелло
- Юэль Киннаман
- Ник Офферман
- Никки Уилан
- Катя Винтер — Кейт
- Томас Леннон — друг Рика
- Ши Уигхэм
- Майкл Уинкотт — Херб
- Кевин Корриган — Гас
- Райан О’Нил
- Бен Кингсли
- Сергей Бодров-старший — в роли самого себя

## Отзывы
«Рыцарь кубков» получил смешанные отзывы кинокритиков. На сайте Rotten Tomatoes его рейтинг составляет 46 % на основе 152 обзоров. На портале Metacritic рейтинг ленты составляет 58 из 100 баллов (8 рецензий), с классификацией «смешанные или средние отзывы».